# Ваяно (Пенсільванія)
Ваяно (англ. Wyano) — переписна місцевість (CDP) в США, в окрузі Вестморленд штату Пенсільванія. Населення — 433 особи (2020).

## Географія
Ваяно розташоване за координатами 40°12′5″ пн. ш. 79°41′38″ зх. д. / 40.20139° пн. ш. 79.69389° зх. д. (40.201517, -79.693940).  За даними Бюро перепису населення США в 2010 році переписна місцевість мала площу 3,05 км², уся площа — суходіл.

## Демографія
Згідно з переписом 2010 року, у переписній місцевості мешкали 484 особи в 196 домогосподарствах у складі 141 родини. Густота населення становила 159 осіб/км².  Було 213 помешкання (70/км²).
Расовий склад населення:
| - 98,1 % — білих - 0,6 % — чорних або афроамериканців - 0,2 % — корінних американців |

До двох чи більше рас належало 0,8 %. Частка іспаномовних становила 1,0 % від усіх жителів.
За віковим діапазоном населення розподілялося таким чином: 20,2 % — особи молодші 18 років, 63,1 % — особи у віці 18—64 років, 16,7 % — особи у віці 65 років та старші. Медіана віку мешканця становила 41,4 року. На 100 осіб жіночої статі у переписній місцевості припадало 96,0 чоловіків;  на 100 жінок у віці від 18 років та старших — 90,1 чоловіків також старших 18 років.
Середній дохід на одне домашнє господарство  становив 53 003 долари США (медіана — 47 875), а середній дохід на одну сім'ю — 62 400 доларів (медіана — 48 875). Медіана доходів становила 47 031 долар для чоловіків та 38 036 доларів для жінок. За межею бідності перебувало 16,3 % осіб, у тому числі 20,5 % дітей у віці до 18 років та 18,8 % осіб у віці 65 років та старших.
Цивільне працевлаштоване населення становило 187 осіб. Основні галузі зайнятості: транспорт — 21,4 %, освіта, охорона здоров'я та соціальна допомога — 17,1 %, мистецтво, розваги та відпочинок — 15,0 %, виробництво — 13,9 %.